# Stadio della Roma
Stadio della Roma (em português: Estádio da Roma) é o nome temporário do novo estádio em construção da equipe italiana AS Roma  no bairro Tor di Valle, em Roma. Um nome formal para o estádio será decidido após a concessão dos naming rights, mas ainda é incerto quanto tempo levará para abrir o estádio. A localização planejada é as margens do rio Tibre e é acessível pela estrada principal que liga a cidade ao Aeroporto Internacional de Roma. A capacidade do estádio está prevista para 52.500 espectadores. O estádio está sendo projetado pelo arquiteto americano Dan Meis e diz-se que foi inspirado no antigo Coliseu. As características do estádio incluem camarotes de luxo e uma seção de 14.000 assentos designada para os Ultras do Curva Sud no Estádio Olímpico de Roma, estádio de 72.698 lugares que a Roma atualmente compartilha com o rival SS Lazio.

## Plano de Fundo
O estádio e suas instalações substituirão o atual Hipódromo Tor di Valle, que é servido pela parada de trem Tor di Valle na ferrovia Roma-Lido. Além disso, os planos exigem que o serviço da linha B do metrô de Roma seja estendido até a estação e para Muratella, uma estação de trem na ferrovia FR1 que fica do outro lado do rio a partir do empreendimento proposto. Além do estádio principal, o projeto ainda conta com locais adicionais para instalações de música, entretenimento, compras e treinamento, além de bares, restaurantes e uma loja da Nike. Estima-se que o estádio, o quinto maior na Itália, de propriedade e financiamento privados, custe 300 milhões de euros, mas o custo total de todas as instalações e instalações, incluindo a melhoria da infraestrutura, é de quase 1 bilhão de euros.  

## Desenvolvimento
Em 2016, a Goldman Sachs fez um empréstimo de € 30 milhões ao Stadio TDV Sp A., uma subsidiária integral da NEEP Roma Holding, pelo custo de pré-desenvolvimento do estádio.
Em 2 de fevereiro de 2017, a Região do Lácio e o prefeito de Roma rejeitaram a proposta de construção de um novo estádio, no entanto, a proposta foi aprovada posteriormente em 24 de fevereiro após a revisão final dos ajustes de design do estádio. Em agosto de 2017, o estádio sofreu outro atraso, com um novo processo de planejamento começando em setembro. A Roma renovou posteriormente o contrato de locação com o Stadio Olimpico até 2020. Em dezembro de 2017, os planos do estádio foram aprovados, com a expectativa de que o estádio esteja pronto para abrir para a temporada 2020–21.

## Referência
1. ↑  «Roma reveals new stadium plan». ESPN FC
2. ↑  «Stadio della Roma still faces hurdles»
3. 1 2  «Boston fund manager plans new AS Roma stadium». The Financial Times
4. ↑  «A modern Colosseum: Roma reveals new stadium plan». Associated Press
5. ↑  «Roma, lo stadio ispirato al Colosseo: "Impianto da 52mila posti con fondi privati"». La Repubblica
6. ↑  «New stadium full of features Roma fans will love». ESPN FC
7. ↑  «AS Roma Financial Press Release»
8. ↑  «Official: Stadio della Roma rejected»
9. ↑  «Mayor: Historic day for Roma»
10. ↑  «Official: Stadio della Roma delayed again»
11. ↑  «Roma at Stadio Olimpico until 2020»
12. ↑  «Official: Stadio della Roma all-clear»